# Arturo Reghini
Arturo Reghini (Firenze, 12 novembre 1878 – Budrio, 1º luglio 1946) è stato un filosofo ed esoterista italiano.
Storico e docente di matematica, discepolo di Amedeo Rocco Armentano e attivista della sua Schola Italica di indirizzo pitagorico, fu anche tra gli esponenti principali del Gruppo di UR, di cui nel 1928 apparve come il curatore dell'omonima rivista con lo pseudonimo «Pietro Negri», insieme a Giulio Parise e al direttore Julius Evola.

## Biografia
Si laureò nel 1912 in matematica all'Università di Pisa, dedicandosi all'insegnamento della materia in vari istituti superiori in Toscana, a Roma ed in Emilia-Romagna.

Arturo Reghini da giovane.

Promotóre del Pitagorismo, Reghini fu affiliato a vari gruppi dell'esoterismo italiano. Nel 1898 entrò nella Società Teosofica e ne fondò la sezione romana. Più tardi, nel 1903, fonderà a Palermo la Biblioteca Teosofica, alla quale poi cambierà nome in Biblioteca Filosofica, dopo averne trasferito la sede a Firenze. Nel 1902 era stato  iniziato al Rito di Memphis di Palermo (rito massonico di ispirazione egizia) e nel 1907 entrò a Firenze nella loggia «Lucifero», dipendente dal Grande Oriente d'Italia.
Aderì per breve tempo anche al  Martinismo papusiano, che in Italia era diretto dall'avvocato Alessandro Sacchi, alla cui maestranza e pubblicistica Reghini attribuirà notevoli carenze, in varie occasioni (da ultimo su Ignis, nel 1925). Sempre nel 1907, comincia la sua collaborazione con Amedeo Rocco Armentano, che lo avvierà allo studio del pitagorismo. Nel 1912 entrò nel Supremo Consiglio Universale del Rito Filosofico Italiano, dal quale vorrà dimettersi nel 1914, non avendo infatti un'alta opinione dello stato della massoneria in Italia. Insignito del 33º e massimo grado del Rito Scozzese Antico e Accettato, nel 1921 entrerà a far parte come membro effettivo del Supremo Consiglio d'Italia, di cui fu Gran cancelliere e Segretario generale. 
Secondo una discutibile interpretazione storica recente sarebbe stato il teorico del "massonismo fascista".
Gli anni della Grande Guerra videro discepoli e maestri della Schola Italica Pitagorica partire volontari per il fronte. Reghini partecipò attivamente alla manifestazione romana del maggio 1915, culminata in Campidoglio, indetta per ottenere la dichiarazione di guerra italiana contro gli Imperi Centrali. Accolto nell'Accademia Militare di Torino come allievo ufficiale del Genio il 1º febbraio 1917, successivamente partì volontario per il fronte, ottenendo sul campo il grado di capitano.
Il 18 dicembre 1923, Reghini ed il suo Maestro Armentano crearono a Roma l'Associazione Pitagorica, che riprendeva le fila di esperienze tradizionali richiamandosi operativamente al sodalizio pitagorico dell'antichità.
Lo stesso anno pubblicò la traduzione dello stevensoniano Lo strano caso del dottor Jekyll e del signor Hyde, contribuendo alla diffusione in Italia della fama del celebre autore scozzese. Durante il 1926, con Giulio Parise soggiornò a lungo, vicino a Scalea, nella Torre Talao messagli a disposizione da Armentano  -allora già emigrato in Brasile-; e in Calabria Reghini portò a termine la traduzione, prima edizione in italiano, della Filosofia Occulta di  Cornelio Agrippa, con uno studio introduttivo che, ad oggi, è la più autorevole testimonianza sul filosofo tedesco.  
Scrisse su pubblicazioni di vario genere: nel 1906 sul papiniano Leonardo, poi su La Salamandra, Rassegna Massonica, O' Thanatos; fondò Atanòr (1924) e Ignis (1925, ripresa per un solo numero nel1929, quando ne fu imposto il divieto a stamparla, da parte del regime fascista); UR (1927-1928, con Giovanni Colazza, Julius Evola come direttore, Giulio Parise, Arturo Onofri e altri).
Contrasti d'idee e caratteriali prevalsero, alla fine del 1928, nel rapporto di collaborazione fra Evola e Reghini, provocando la scelta evoliana di allontanamento di questi, assieme a Giulio Parise, da UR (rivista nata per divulgare l'intento dell'occulto Gruppo di Ur, nella quale Reghini pubblicò con l'eteronimo di Pietro Negri); e se ne ebbero anche strascichi giudiziari: infatti Evola tenterà di fare incriminare Reghini per affiliazione massonica (affiliazione che costituiva reato dopo l'imposizione di scioglimento delle "associazioni segrete" decretata dal regime fascista nel 1925); ma il potere giudiziario optò infine per un "accordo" tra i due onde evitare uno scandalo. 

I contrasti tra Evola e Reghini si erano inoltre accresciuti dopo che il libro di Evola Imperialismo pagano del 1928 venne accusato di aver plagiato un testo omonimo di Reghini apparso nel 1914 su La salamandra. Negli anni seguenti, per via dell'emarginazione dell'esoterismo italiano da parte del fascismo, Reghini si ritirò progressivamente dalle attività pubbliche, dedicandosi all'insegnamento di materie scientifiche nell'istituto privato "Quirico Filopanti" di Budrio (diretto da Camilla Partengo), e alla meditazione, in chiave pitagorica, della filosofia e delle scienze matematiche. Spicca la sua opera sulla Restituzione della geometria pitagorica, poi nel 1935 data alle stampe. Tra le sue lettere afferma inoltre di aver rinvenuto una soluzione semplificata per le equazioni diofantee quadratiche. 
(Arturo Reghini, da una lettera del 29 settembre 1942)
Scrisse ancora varie opere che solo in parte verranno pubblicate, dopo la sua scomparsa.

## Opere
- Primi contatti tra Ermetismo e Massoneria, Aurora Boreale, Prato, 2022
- Arturo Reghini e il senso della realtà, (conferenza tenuta da Reghini a Roma il 26 Febbraio 1920 presso la sede della Società Teosofica, ed. da Loris Bagnara e Nicola Bizzi), Aurora Boreale, Prato, 2021
- Sulla tradizione occidentale, Melchisedek, Torino, 2019
- Le parole sacre e di passo dei primi tre gradi ed il massimo mistero massonico, Atanòr, Roma, 1922.
- Per la restituzione della geometria pitagorica (1935); nuova edizione Il Basilisco, Genova, 1988, che comprende anche I numeri sacri nella tradizione pitagorica; nuovo titolo Numeri sacri e geometria pitagorica.
- Il fascio littorio, ovvero il simbolismo duodecimale e il fascio etrusco (1935); nuova edizione Il Basilisco, Genova, 1980.
- I numeri sacri nella tradizione pitagorica, Ignis, Roma, 1947.
- Dei Numeri pitagorici (Libri sette) (1940) - Prologo - Associazione culturale Ignis, 2004.
- Dei Numeri Pitagorici (Libri sette) - Parte Prima - Volume Primo - Dell'equazione indeterminata di secondo grado con due incognite - Archè/pizeta, 2006.
- Dei Numeri Pitagorici (Libri sette) - Parte Prima - Volume Secondo - Delle soluzioni primitive dell'equazione di tipo Pell x^2-Dy^2=B e del loro numero - Archè/pizeta, 2012.
- Dei Numeri Pitagorici (Libri sette) - Parte Seconda - Volume Terzo - Dei numeri triangolari, dei quadrati e dei numeri piramidali a base triangolare o quadrata - Archè/pizeta, 2018.
- Dizionario Filologico, ("Associazione culturale Ignis"), 2008.
- Cagliostro, ("Associazione culturale Ignis"), 2007.
- Considerazioni sul Rituale dell'apprendista libero muratore, Phoenix, Genova, 1978.
- Paganesimo, Pitagorismo, Massoneria, Mantinea, Furnari (Messina), 1986.
- Tous les écrits de UR & Krur (con lo pseud. di Pietro Negri), Arché, Milano, 1986.
- Per la restituzione della Massoneria Pitagorica Italiana, introduzione di Vinicio Serino, Raffaelli Editore, Rimini, 2005, ISBN 88-89642-01-7
- La Tradizione Pitagorica Massonica, Fratelli Melita Editori, Genova, 1988, ISBN 88-403-9155-X
- Trascendenza di Spazio e Tempo, rivista "Mondo Occulto", Napoli, 1926, ristampa Libreria Ed. ASEQ 2010.

Curò fondamentali traduzioni (con introduzione e note), tra cui:
- De occulta philosophia di Cornelio Agrippa (Alberto Fidi, Milano, 1926; opera in due volumi); ristampato dalle Edizioni Mediterranee e da I Dioscuri, Genova, 1988.
- Le Roi du Monde di René Guénon ( Alberto Fidi editore, Milano, 1927).